# Hospital (1971)
Hospital (Originaltitel: The Hospital) ist eine US-amerikanische satirische Filmkomödie aus dem Jahr 1971 von Arthur Hiller. 

## Handlung
Dr. Bock ist der Chefarzt an einem Lehrkrankenhaus in Manhattan. Bocks Privatleben ist in Unordnung; seine Frau hat ihn verlassen und seine Kinder sprechen nicht mehr mit ihm. Auch beruflich hat er Probleme. Zwei Kollegen, ein Arzt und eine Krankenschwester, sind unerwartet gestorben. Zudem gibt es Proteste von Anwohnern, deren Häuser abgerissen werden sollen, damit ein Anbau für das Krankenhaus errichtet werden kann, in dem Drogenabhängige therapiert werden sollen. Die Anwohner wollen erreichen, dass die Krankenhausleitung ihnen andere Häuser zur Verfügung stellt.
Dr. Bock leidet unter Potenzstörungen, was ihn über Selbstmord nachdenken lässt. Doch die Bekanntschaft mit Barbara Drummond, der Tochter eines Patienten, gibt ihm Auftrieb. Es wird klar, dass die beiden Todesfälle von Edmund Drummond, Barbaras Vater, verursacht wurden. Edmund wollte damit auf die Unmenschlichkeit moderner Medizin aufmerksam machen. Seine Opfer hätten überlebt, wenn sie sofort die richtige und angemessene Behandlung erhalten hätten. Um Drummond zu decken, inszenieren Barbara und Dr. Bock einen weiteren tödlichen Unfall im Krankenhaus, den Dr. Welbeck erleidet. Bock hilft Barbara und ihrem Vater zur Flucht, bleibt selber aber zurück.

## Hintergrund
Der Film wurde am 14. Dezember 1971 in New York uraufgeführt. Die Deutschland-Premiere fand im Juni 1972 bei den Internationalen Filmfestspielen von Berlin statt. Allgemeiner Kinostart war am 10. November 1972.
Gedreht wurde in New York, u. a. im Metropolitan Hospital.
In kleinen Nebenrollen treten Stockard Channing als Schwester in der Notaufnahme, Dennis Dugan als Arzt in der Notaufnahme und Christopher Guest als Anwohner auf. Barnard Hughes spielte neben seiner Rolle als Edmund Drummond auch den Chirurgen Dr. Mallory.
Der ursprüngliche Regisseur war Michael Ritchie, der jedoch auf Grund von Differenzen gefeuert wurde. Arthur Hiller wurde als Ersatz engagiert und übernahm die Dreharbeiten.
Howard Gottfried als Produzent und Komponist Morris Surdin arbeiteten das erste Mal für eine Kinoproduktion. Paddy Chayefsky verfasste zudem erstmals ein Originaldrehbuch.

## Kritiken
„Mit der abstrusen Kriminalhandlung verbunden ist die persönliche und berufliche Krise des Chefarztes. In fragwürdigem Unterhaltungsstil inszeniert, gelackt und oberflächlich, nur in der Darstellung ausgezeichnet.“

„Genau! Lachen ist die beste Medizin.“

„[…] eine sehr ernsthafte (vielleicht ein wenig zu ernsthaft), sehr lustige melodramatische Farce.“

„Dies ist eine rabenschwarze, temporeich inszenierte Komödie über den Alltagsbetrieb in einem New Yorker Krankenhaus. Der amerikanische Filmkritiker Leonard Maltin erkannte treffend: "Komik, die ernste Situationen in Verrücktheiten im Marx-Brothers-Stil verwandelt".“

## Auszeichnungen
- Gewinn
  - 1972: Oscar für Paddy Chayefsky in der Kategorie Bestes Originaldrehbuch
  - 1972: Golden Globe für Paddy Chayefsky in der Kategorie Bestes Filmdrehbuch
  - 1972: WGA-Award der Writers Guild of America für Paddy Chayefsky
  - 1972: Silberner Bär (Großer Preis der Jury) und OCIC-Preis bei den Internationalen Filmfestspielen von Berlin für Arthur Hiller
  - 1973: BAFTA-Award für Paddy Chayefsky für das beste Originaldrehbuch
  - 1995: Aufnahme ins National Film Registry
- Nominierung
  - 1972: Oscarnominierung für George C. Scott als bester Hauptdarsteller
  - 1972: Nominierungen für den Golden Globe für George C. Scott als bester Hauptdarsteller (Drama) und Diana Rigg als beste Nebendarstellerin
  - 1972: Goldener Bär bei den Internationalen Filmfestspielen Berlin für Arthur Hiller
  - 1973: BAFTA-Award für George C. Scott als bester Hauptdarsteller